# Samoa Americana en los Juegos Olímpicos de Pekín 2022
Samoa Americana estuvo representada en los Juegos Olímpicos de Pekín 2022 por un deportista masculino que compitió en skeleton.
El portador de la bandera en la ceremonia de apertura fue el piloto de skeleton Nathan Crumpton. El equipo olímpico samoamericano no obtuvo ninguna medalla en estos Juegos.